# فیروز زیانی
فیروز زیانی (۱۹ آوریل ۱۹۷۳، الجزیره) مجری و خبرنگار عربی شبکه الجزیره است. فیروز فعالیت خود را در الجزیره از سال ۲۰۰۰ میلادی آغاز کرد.

## زندگی
فیروز زیانی در ۱۹ آوریل ۱۹۷۳ به دنیا آمد. فیروز با مجری الجزایری مبروک زیانی که در شبکه قطری به زبان فرانسه است ازدواج کرد. فیروز همچنین دختر محمد بوعزارة ژورنالیست و عضو پارلمان الجزایر است.
زیانی مقاله مشترکی با محمد هیکل تحت عنوان سوژه‌های داغ دارد.